# Имеди
«Имеди» (груз. იმედი) — частная телерадиокомпания Грузии. Была основана грузинским медиамагнатом Бадри Патаркацишвили. Канал в основном специализируется на новостях и аналитических материалах, но также транслирует поп-музыку, особенно в ночное время. В переводе с грузинского «имеди» означает «надежда».

## История
Телекомпания была основана 15 марта 2001 года грузинским медиамагнатом Бадри Патаркацишвили, но свое вещание начала лишь в 2003 году.
На начальном этапе создания компании консультантами «Имеди» были российский журналист Владимир Познер, американская консалтинговая компания Quardant Entertainment Group и норвежская консалтинговая компания Teleplan.
В 2007 году Патаркацишвили передал акции «Имеди» американской компании News corporation Руперта Мёрдока.
В ноябре 2007 года в Тбилиси начались выступления оппозиции. 7 ноября спецназ резиновыми пулями и слезоточивым газом разогнал собравшихся оппозиционеров. Бадри Патаркацишвили, комментируя происходящее, заявил, что готов отдать все свои деньги «на освобождение страны от фашистского режима Саакашвили». Вечером того же дня несколько сотен вооружённых полицейских ворвались в помещение телекомпании. Угрожая автоматами, полиция приказала лечь на пол журналистам и персоналу телеканала. Вещание было прервано, когда ведущие пытались рассказать о нападении в прямом эфире. Большинство студий канала и значительная часть аппаратуры подверглись уничтожению. Против собравшихся у здания сотрудников и сочувствующих был использован спецназ, который применил слезоточивый газ, резиновые пули и дубинки..
В феврале 2008 года в Великобритании скончался основатель «Имеди» Бадри Патаркацишвили[значимость факта?].

## Мистификация вторжения России в Грузию
13 марта 2010 года в эфире телекомпании «Имеди» появилась инсценировка начала вторжения России в Грузию, вызвавшая волну паники и возмущения в стране.
Перед началом передачи, продолжавшейся около 30 минут, было показано предупреждение о том, что это лишь предполагаемый журналистами вариант развития событий, которые могли бы, по их мнению, произойти летом 2010 года. Однако в ходе самой передачи, сделанной в форме экстренного информационного выпуска, каких-либо предупреждений о постановочном характере передачи не демонстрировалось.
По сюжету после террористического акта, совершённого против президента Южной Осетии Эдуарда Кокойты, российские войска вторглись на территорию Грузии. Заявлялось, что правительство Грузии и президент Саакашвили эвакуированы, однако уже спустя несколько минут было сообщено, что Саакашвили убит, и Нино Бурджанадзе формирует народное правительство. Затем сообщалось о бомбардировках аэродромов и морских портов страны. Под видом репортажей с мест события показывались видеокадры боевых действий августа 2008 года.
Передача вызвала панику среди населения Грузии: жители стремились покинуть города, скупали запасы продовольствия, десятки человек были госпитализированы с диагнозом «инфаркт миокарда», по меньшей мере один человек умер. После того, как передача закончилась и было объявлено, что это лишь предполагаемый сценарий развития событий, в Тбилиси, у здания принадлежащего компании «Имеди» начался стихийный митинг протеста.